# USS Frazier (DD-607)
USS Frazier (DD-607) là một tàu khu trục thuộc lớp Benson của Hải quân Hoa Kỳ đã phục vụ trong suốt Chiến tranh Thế giới thứ hai. Nó là chiếc tàu chiến duy nhất của Hải quân Hoa Kỳ được đặt tên theo Daniel Frazier (1785-1833), một thủy thủ Hải quân Hoa Kỳ từng phục vụ trong cuộc Chiến tranh Barbary thứ nhất.

## Thiết kế và chế tạo
Frazier được đặt lườn tại chi nhánh xưởng tàu của hãng Bethlehem Steel Corporation ở San Francisco, California vào ngày 5 tháng 7 năm 1941. Nó được hạ thủy vào ngày 17 tháng 3 năm 1942; được đỡ đầu bởi bà Richard McCullough, và được cho nhập biên chế vào ngày 30 tháng 7 năm 1942 dưới quyền chỉ huy của Hạm trưởng, Thiếu tá Hải quân Frank Virden.

## Lịch sử hoạt động

### 1942-1943
Frazier đi đến Nouméa thuộc New Caledonia vào ngày 9 tháng 12 năm 1942 trong thành phần hộ tống một đoàn tàu chuyển quân. Nó phục vụ tuần tra và hộ tống vận tải tại khu vực Nam Thái Bình Dương trong bốn tháng tiếp theo, bảo vệ các tàu vận tải đi đến Guadalcanal, tuần tra ngoài khơi Espiritu Santo, và bảo vệ cho các tàu sân bay hộ tống khi chúng tuần tra tại vùng biển giữa Efate và quần đảo Solomon. Vào ngày 18 tháng 3 năm 1943, nó rời Efate để đi đến Trân Châu Cảng, gặp gỡ một lực lượng đặc nhiệm đang được tập trung để hoạt động tại khu vực quần đảo Aleut.
Sau khi bắn phá chuẩn bị, Frazier đã hỗ trợ cho cuộc đổ bộ lên đảo Attu vào ngày 11 tháng 5, và tuần tra ngoài khơi hòn đảo này lẫn đảo Kiska, Alaska. Vào ngày 12 tháng 5, nó trông thấy hai kính tiềm vọng và đã nổ súng vào chiếc tàu ngầm Nhật Bản I-31, vốn đã cố lặn xuống thật nhanh nhưng chỉ sau khi Frazier đã bắn trúng kính tiềm vọng. Lại bắt được mục tiêu qua sonar, chiếc tàu khu trục lại tấn công bằng mìn sâu, phát hiện bọt khí, dầu loang và nhữg mảnh vỡ nổi lên mặt nước. Tàu ngầm đối phương được xác định bị đánh chìm sau hai lượt tấn công khác.
Sáng sớm buổi sáng 10 tháng 6 đầy sương mù, dưới quyền chỉ huy của Thiếu tá Hải quân Elliot M. Brown, Frazier thực hiện hai đợt tấn công riêng biệt vào những tín hiệu trên màn hình radar được cho là của một tàu ngầm đối phương. Trong đợt tấn công thứ hai, các khẩu pháo của nó đã nổ súng trong năm phút khi nó săn đuổi mục tiêu, cho đến khi tín hiệu mục tiêu lẫn khuất cùng tín hiệu đất liền của đảo Kiska. Đêm hôm đó và một lần nữa vào sáng hôm sau 11 tháng 6, nó hai lần tấn công bằng mìn sâu vào hai tín hiệu dưới nước riêng biệt, nhưng không thể xác định kết quả. Rất có thể nó đã đánh chìm chiếc tàu ngầm Nhật I-9. Vào các ngày 2 và 12 tháng 8, nó bắn phá các vị trí trên bờ tại Kiska, rồi hỗ trợ cho cuộc đổ bộ lên đây mà không bị kháng cự vào ngày 15 tháng 8. Nó tiếp tục hộ tống các đơn vị chủ lực tại khu vực Aleut cho đến đầu tháng 9, khi nó quay về để được đại tu tại Xưởng hải quân Puget Sound.
Frazier lên đường đi Wellington, New Zealand để gia nhập thành phần hộ tống các tàu vận tải tham gia chiến dịch tấn công quần đảo Gilbert. Từ ngày 7 đến ngày 13 tháng 11, lực lượng tổng dượt tại Efate, rồi lên đường đi đến Tarawa, nơi chiếc tàu khu trục bắn phá chuẩn bị và bắn pháo theo yêu cầu khi binh lính đổ bộ vào ngày 20 tháng 11. Tuần tra ngoài khơi Betio vào ngày 22 tháng 11, nó tham gia cùng tàu chị em Meade tấn công chiếc tàu ngầm Nhật I-35; và sau khi các lượt tấn công bằng mìn sâu buộc đối thủ phải nổi lên mặt nước, chiếc tàu ngầm tiếp tục bị tấn công bằng hải pháo. Cuối cùng Frazier đã đánh chìm I-35 bằng cách húc vào nó. Mũi chiếc tàu khu trục bị hư hại nặng, nhưng nó không chịu thương vong; và nó lên đường hai ngày sau đó quay trở về Trân Châu Cảng để được sửa chữa và huấn luyện.

### 1944
Frazier khởi hành từ Trân Châu Cảng vào ngày 22 tháng 1 năm 1944 cho chiến dịch chiếm đóng quần đảo Marshall. Nó đã bắn phá Taroa và Maloelap vào ngày 30 tháng 1, rồi sau đó hộ tống cho San Francisco khi chiếc tàu tuần dương hạng nặng bắn phá các mục tiêu tại Kwajalein khi cuộc đổ bộ diễn ra. Sau khi tuần tra chống tàu ngầm ngoài khơi Kwajalein, nó quay trở về Trân Châu Cảng vào ngày 15 tháng 2 hộ tống các tàu vận chuyển rỗng. Từ ngày 28 tháng 2 đến ngày 20 tháng 3, nó hoạt động tuần tra và hộ tống tại khu vực Marshall, rồi tham gia lực lượng đặc nhiệm tàu sân bay nhanh để hỗ trợ các cuộc không kích xuống Palau, Yap, Ulithi và Woleai từ ngày 30 tháng 3 đến ngày 1 tháng 4.
Quay trở lại Majuro vào ngày 6 tháng 4, Frazier lên đường một tuần sau đó cùng một đội đặc nhiệm tàu sân bay nhanh cho đợt tấn công xuống Wakde và Sawar thuộc New Guinea vào các ngày 21 và 22 tháng 4, phối hợp với cuộc đổ bộ lên Aitape và Hollandia. Đội đặc nhiệm cũng không kích các mục tiêu tại quần đảo Caroline khi họ trên đường quay về, rồi đi đến Kwajalein vào ngày 4 tháng 5. Từ ngày 10 tháng 5 đến ngày 27 tháng 7, chiếc tàu khu trục tuần tra tại các đảo thuộc quần đảo Marshall còn do quân Nhật chiếm đóng nhưng bị phía Đồng Minh bỏ qua và cô lập, bao gồm Wotje, Jaluit và Mille. Nó bắn phá Mille vào ngày 26 tháng 5, và đến ngày 9 tháng 6 đã gửi xuồng máy băng qua hỏa lực đối phương tại Taroa để giải cứu mười người sống sót từ một thủy phi cơ vốn được phái đi giải cứu một phi công bị bắn rơi, nhưng bị vây hãm khi máy bay của họ bị hư hại bởi một khẩu đội pháo trên bờ. Hai tuần sau, nó lại giải cứu hai phi công Thủy quân Lục chiến ngoài khơi Mille. Sau một đợt đại tu tại vùng bờ Tây và huấn luyện tại Trân Châu Cảng, nó quay trở lại nhiệm vụ hộ tống tại Ulithi từ ngày 15 tháng 12.

### 1945
Vào ngày 6 tháng 1 năm 1945, Frazier đi đến vịnh San Pedro, Philippines, rồi khởi hành vào ngày hôm sau cho cuộc tấn công lên vịnh Lingayen. Từ ngày đổ bộ 9 tháng 1 cho đến ngày 26 tháng 2, nó tiến hành bắn phá, hỗ trợ hỏa lực, tuần tra và hộ tống vận tải chung quanh Luzon, tham gia bắn phá Corregidor vào ngày 16 tháng 2. Sau khi được tiếp liệu tại vịnh San Pedro, nó quay trở lại hoạt động hộ tống và hỗ trợ hỏa lực tại khu vực Manila, bảo vệ cho cuộc đổ bộ lên Mindanao vào giữa tháng 3, và tuần tra chống tàu ngầm tại khu vực giữa vịnh Lingayen và vịnh Subic cho đến ngày 10 tháng 5.
Khởi hành từ vịnh San Pedro vào ngày 13 tháng 5, Frazier đi đến Morotai hai ngày sau đó, rồi đặt căn cứ tại đây cho chiến dịch chiếm đóng Borneo. Nó tham gia chiếm đóng vịnh Brunei và Balikpapan, hộ tống các đoàn tàu vận tải tiếp liệu đi đến khu vực tấn công cho đến khi quay trở về vịnh Subic vào ngày 29 tháng 7 để huấn luyện. Được phân về Lực lượng Tiền phương biển Philippine làm nhiệm vụ hộ tống lúc chiến tranh kết thúc, nó thực hiện những chuyến đi đến Okinawa và Nhật Bản cho đến ngày 3 tháng 11, khi nó lên đường quay trở về Boston, Massachusetts và Charleston, South Carolina. Tại đây, Frazier được cho xuất biên chế và đưa về lực lượng dự bị vào ngày 15 tháng 4 năm 1946. Tên nó được cho rút khỏi danh sách Đăng bạ Hải quân vào ngày 1 tháng 7 năm 1971, và nó bị bán để tháo dỡ vào ngày 6 tháng 10 năm 1972.

## Phần thưởng
Frazier được tặng thưởng mười hai Ngôi sao Chiến trận do thành tích phục vụ trong Thế Chiến II.